# 工业复合体
工业综合体（英語：Industrial complex）是一社會經濟學概念，其中企业与社会或政治系统或机构交织在一起，从此等系统中创造或支持利润经济。使用该词时一般是强调此复合体过于追求自己的经济利益，而不顾并且经常以牺牲社会其他工业领域和个人的最大利益为代价。
工业复合体内的企业一开始可能是为了推进一个良好的社会或政治目标而创建，但在未达到目标时，它们才能获得过多利益。工业复合体可能会从维护对社会有害或效率低下的系统中获利。例如，医工复合体原本为了推进全社会的健康服务，但治好病人等於損失未來生意，医药服务中存在的暴利开始导致医院和药厂靠不断贩卖疾病来维持既得利益。

## 历史

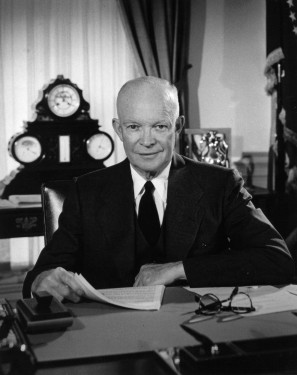
1961 年 1 月 17 日，美国总统德怀特·艾森豪威尔在他的告别演说中对“军工复合体”提出了著名的警告。

美国总统德怀特·艾森豪威尔 在 1961 年 1 月 17 日的告别演说中推广了这一概念。 艾森豪威尔描述了一种“对民主政府的威胁”，称为军工复合体。 由于美国军火工业的盈利能力以及受雇于军事服务、军火工业和军火工业各个部门的公民人数，这一复合体涉及军事机构对美国社会的经济、政治和精神领域的“不正当影响”。 向美国军队提供商品的其他企业。 “复合体”源于为军事目标服务的多边经济的创建，以及源于多邊主義目标（持续利润）与军事理论目标（和平）对立的悖论。

## 操作
在许多情况下，工业复合体指的是一个机构声称的社会政治目的与企业和政府机构的经济利益之间的利益冲突，企业和政府机构从追求这种目的中获利，而实现既定目的将导致这些企业的经济损失。。 例如，美国刑罚制度的本意是帮助罪犯成为守法公民，但监狱-工业复合体依靠大量囚犯生存，因此依靠刑罚制度未能实现其罪犯改造和重新进入社会的目标。 在这些类型的案例中，政府机构通常被认为从制度工业化中获利，这可能会削弱他们以可能对社会有益的方式对此类制度进行立法的动机。
工业复合体概念也被非正式地用来表示人为创造、膨胀、或操纵机构的社会价值，以增加盈利机会，特别是通过专业业务和利基产品。 这方面的一个例子是婚姻-工业复合体， 创造了对婚纱制造商、婚礼场地、婚礼策划师、婚礼蛋糕烘焙师、婚礼租赁公司、婚礼摄影师等的需求。

## 例子
- 学术-工业复合体[8][9][10][11]
- 军事-工业复合体 — 为军队提供武器、军服的企业，从战争中持续获利，但停战与和平则会造成亏损。[12]
  - 军事-娱乐业复合体
  - 军事-工业-媒体复合体（英语：Military–industrial–media complex）[13]
- 动物-工业复合体 — 对非人类动物的系统化和制度化剥削，这需要在后来被称为“动物大屠杀（英语：Holocaust analogy in animal rights）”的数十亿动物中繁殖和屠杀，[14][15]:29–32, 97[16] 威胁人类生存[17]:299 并导致气候变化等环境破坏[18]， 海洋酸化[18]， 生物多样性丧失[18]， 人畜共患疾病传播[19]:198[20][21]，和第六次生物大灭绝[22]
- 运动-工业复合体
- 婴儿或尿布-工业复合体[23][24][25]
- 医药-工业复合体 — 医院和制药公司希望更多患者生病和服药，从瘟疫中持续获利，但人民健康则会造成亏损。
- 监狱-工业复合体 — 企业从囚犯那里获得比平民更加便宜的劳动力资源，从强制囚犯免费劳动持续获利，但监狱在低入住率（英语：Occupancy）时会造成亏损。
- 婚礼/婚姻-工业复合体 — 与婚礼相关的企业和供应商从婚礼的日益奢侈和成本中获利，并将受到规模较小、成本较低的活动或私奔的负面影响，因此他们会继续承受昂贵婚礼的压力[26]。
- 政治-媒體複合體

## 参阅
- 社會經濟學
- 对资本主义的批评